# Deerfield (Massachusetts)
Deerfield es un pueblo ubicado en el condado de Franklin en el estado estadounidense de Massachusetts. En el Censo de 2010 tenía una población de 5.125 habitantes y una densidad poblacional de 59,15 personas por km².

## Geografía
Deerfield se encuentra ubicado en las coordenadas 42°31′5″N 72°36′47″O / 42.51806, -72.61306. Según la Oficina del Censo de los Estados Unidos, Deerfield tiene una superficie total de 86.65 km², de la cual 83.9 km² corresponden a tierra firme y (3.17%) 2.75 km² es agua.

## Demografía
Según el censo de 2010, había 5.125 personas residiendo en Deerfield. La densidad de población era de 59,15 hab./km². De los 5.125 habitantes, Deerfield estaba compuesto por el 94.97% blancos, el 0.8% eran afroamericanos, el 0.06% eran amerindios, el 1.91% eran asiáticos, el 0.02% eran isleños del Pacífico, el 0.49% eran de otras razas y el 1.76% pertenecían a dos o más razas. Del total de la población el 2.58% eran hispanos o latinos de cualquier raza.